# Historia de la medicina y la farmacia en Chile
Historia de la medicina y la farmacia en Chile es un mural creado en 1957 por el artista Julio Escámez para la antigua farmacia Maluje, actual droguería Alemana, ubicada en la calle Tucapel 676 de la ciudad de Concepción. Es una de las obras más importantes de Escámez. Hasta 2015 era considerado un inmueble de conservación histórica, con categoría «cultural» para la ciudad, y fue declarado Monumento Nacional de Chile, en la categoría de Monumento Histórico, mediante el Decreto n.º 370, del 1 de septiembre de 2015.
Una reproducción fotográfica de la obra íntegra se encuentra en el museo de farmacia Prof. César Leyton Caravagno, ubicado en el Colegio de Químicos Farmacéuticos, perteneciente a la facultad de Ciencias Químicas y Farmacéuticas de la Universidad de Chile, en la ciudad de Santiago.

## Historia

### La farmacia Maluje

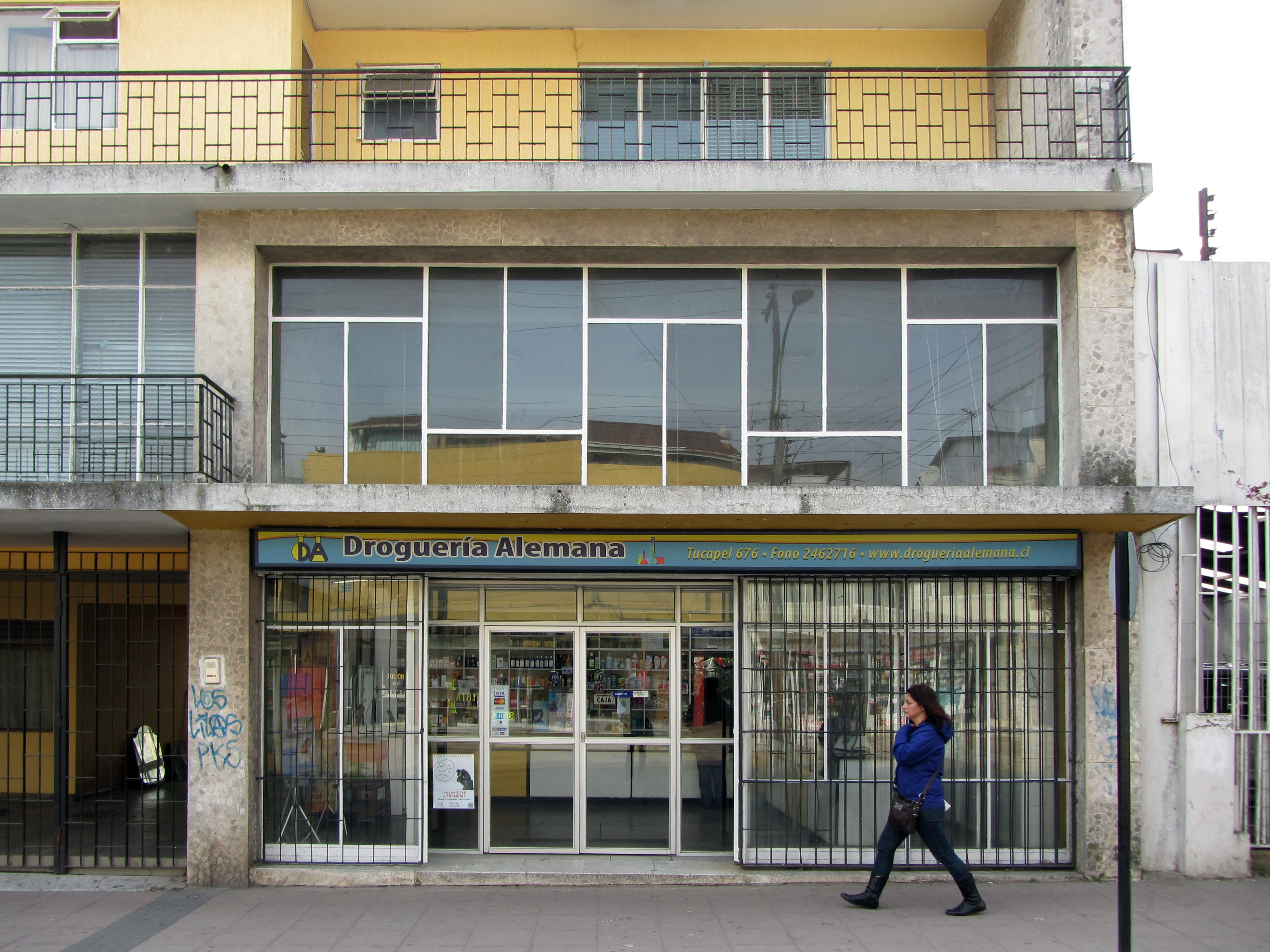
Exterior de la droguería Alemana en 2012.

La farmacia Maluje fue fundada en la ciudad de Concepción en 1951 por la farmacéutica chilena María Maluje David, descendiente de emigrantes sirios. Inicialmente, la farmacia se situó en la esquina de las calles Maipú y Tucapel. Sin embargo, en 1957, debido al éxito del negocio, María Maluje, junto con su marido, el abogado Luis Contreras, decidieron construir un edificio muy cerca de allí, en la calle Tucapel, entre Freire y Maipú, con el fin de albergar departamentos privados y trasladar el negocio a estas nuevas dependencias.
Diseñado por el arquitecto Javier «Maco» Gutiérrez, el nuevo local fue pensado desde su edificación para contener un mural en su interior que pudiese ser visto desde la calle. Por esta razón, la farmacia fue construida con doble altura y con amplios ventanales mirando hacia la calle.
Durante más de cincuenta años fue la misma María Maluje era quien preparaba los medicamentos, revisaba y recetaba a los pacientes que acudían a ella directamente para tratar sus síntomas. En aquellos casos en que los enfermos no podían pagarle inmediatamente, María les proporcionaba las medicinas de todos modos, permitiéndoles pagarle más tarde. De carácter fuerte pero amable, según sus propios pacientes, su ánimo declinó luego de la desaparición de su hijo Carlos Contreras Maluje en 1976, a tres años de comenzada la dictadura militar.
La farmacia cerró finalmente en febrero de 2007, luego de cincuenta y seis años de actividad ininterrumpida, tras lo cual fue reemplazada por la droguería Alemana, la cual actualmente posee otra sucursal en la calle Lincoyán de la misma ciudad.
El 7 de septiembre de 2012, el cantautor chileno Manuel García realizó una función privada en las dependencias de la farmacia para el lanzamiento del libro El parto de un siglo del ingeniero y político comunista Manuel Riesco Larraín. Los participantes aprovecharon la instancia para tomar fotografías y comentar la obra mural, bajo la cual se desarrolló todo el evento.

### Petición a Julio Escámez para la creación del mural
Luego del traslado de la farmacia Maluje en 1957 a su ubicación actual, María Maluje y su esposo pidieron al artista Julio Escámez la realización de un mural en las dependencias del local, sobre los muros dejados libres para este propósito.
Escámez, para entonces un reconocido pintor de la zona y desde 1953 profesor de Pintura Mural del Instituto de Arte de la Universidad de Concepción, había iniciado sus estudios formales de pintura en Concepción y, posteriormente, participado como ayudante del muralista y pintor Gregorio de la Fuente para la realización del prestigioso mural Historia de Concepción, ubicado en la ex-estación central de Concepción (1943-1946).
Al momento de aceptar la propuesta para la creación del mural, el artista había recién acabado de estudiar con una beca en la Academia de Bellas Artes de Florencia. Sus estudios en la ciudad italiana habían comenzado en 1955 y estaban especializados en la técnica mural del fresco, especialmente la pintura de los siglos XIV y XVI de Giotto y Piero della Francesca.
Para la realización de la obra, Escámez contó durante un mes con la ayuda del artista plástico y carpintero Albino Echeverría, quien sería más tarde uno de los dos colaboradores chilenos que ayudarían al pintor mexicano Jorge González Camarena para la realización del reconocido mural Presencia de América Latina.

## La obra

### Características

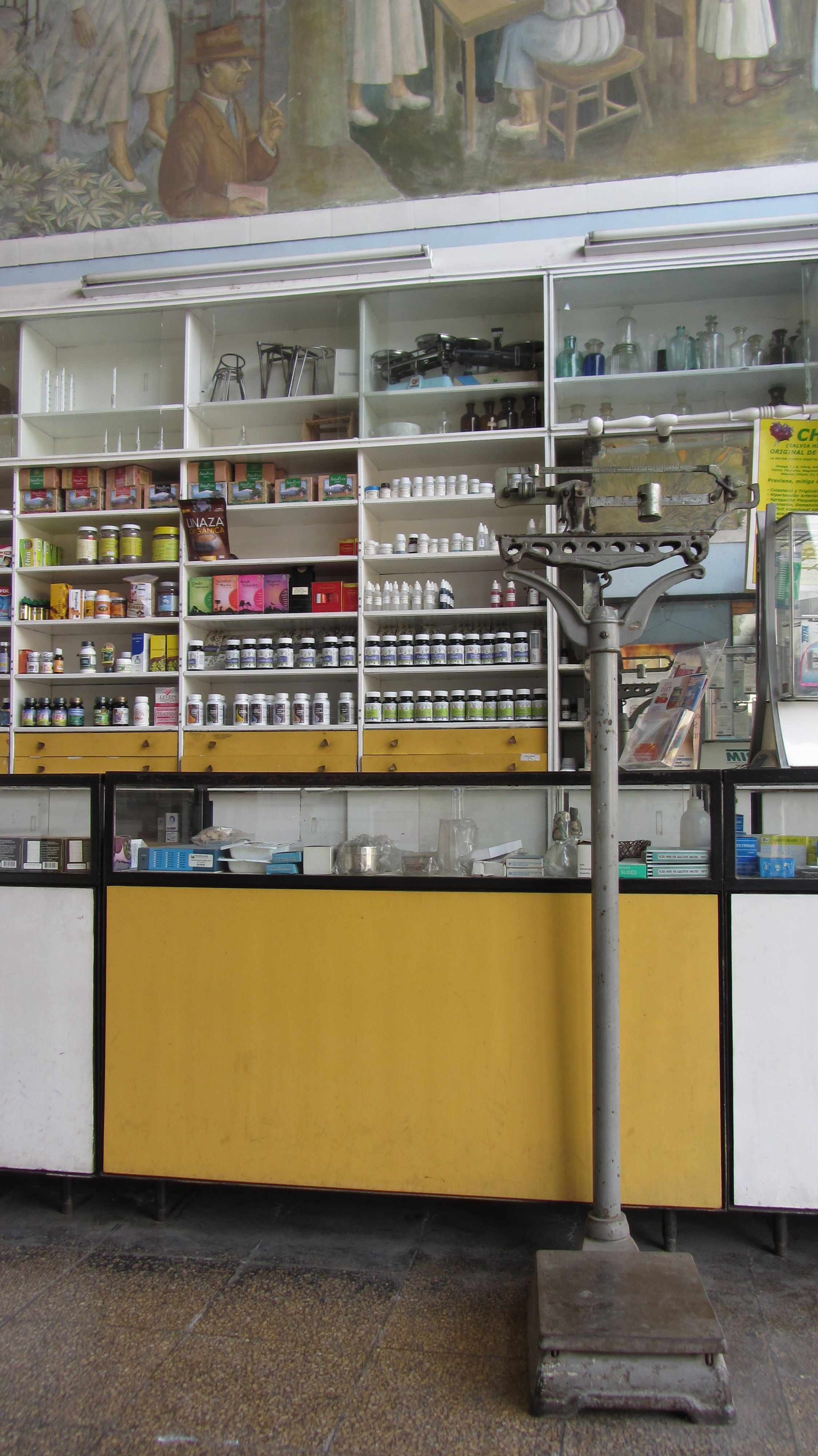
Interior de la Droguería Alemana en 2012, con parte del costado derecho del mural.

El mural continúa la tradición del realismo social iniciada en la zona por el pintor y muralista chileno Gregorio de la Fuente, si bien en este caso se trata de una obra menos simbólica que la acostumbrada por De la Fuente, más descriptiva y anecdótica. Al igual que el famoso mural Historia de Concepción, está realizado con la técnica del fresco, que requiere menos mantenimiento que otras técnicas pictóricas. Ésta consiste en la mezcla de tierra de color molida con agua pura que luego se aplica sobre una mezcla de cal y arena. Esto conforma la pintura, que debe ser aplicada con pinceles blandos.
El mural se compone de tres grandes secciones, correspondientes al costado izquierdo, el paño central y el costado derecho de la farmacia, vistos desde la entrada. El fragmento del costado izquierdo se conoce también por el nombre «Homenaje a la medicina: la vacunación», mientras que el del costado derecho por el de «Homenaje a la medicina: medicina natural». Físicamente, la obra está expuesta encima de las estanterías de la farmacia y su lectura sigue un orden cronológico, que debe ser leído de izquierda a derecha.
Así como en el resto de la producción del artista, la presencia del trabajo de la tierra y de los oficios marginales ocupan un lugar destacado.

### Significado
| «El mural expresa una mirada del tiempo que al artista le toca vivir, el mural no puede ser enteramente decorativo, tiene que reflejar ideas.» —Julio Escámez, sobre el muralismo en general. |

El mural en su conjunto simboliza las variadas etapas culturales, sociales y temporales de la historia de la medicina chilena.
El cuadro del costado izquierdo constituye una idealización y síntesis de la relación entre el hombre y la naturaleza, de la cual extrae lo necesario para su salud y bienestar en un entorno rural. Inicia con una mujer mapuche recogiendo hierbas medicinales junto a un boldo, a través de lo cual el pintor representa las formas y prácticas de curación del pueblo mapuche, sus costumbres y rituales de curación. Hacia el centro del cuadro, un niño con una chueca observa a varios jinetes que se dirigen hacia un grupo de mapuches que están iniciando un festejo alrededor de un fogón, preparándose para el sacrificio de un animal. El cuadro continúa con un rehue, especie de tótem utilizado por los mapuches para la realización de ceremonias, para finalizar con un grupo de rucas, que constituían sus viviendas tradicionales, confeccionadas con paja, coligües y troncos de árboles.

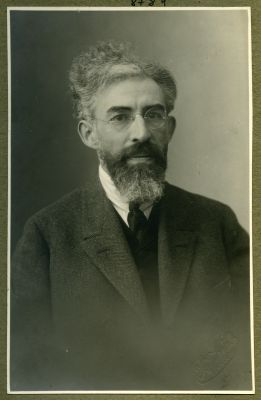
El médico Alejandro Lipschutz aparece retratado en el tercer cuadro de la obra.

El cuadro central actúa como transición de lo rural a lo urbano, donde se relacionan la arquitectura humana con el paisaje natural. Las altas murallas de la figura representan los límites geográficos entre los nuevos conocimientos adquiridos al interior de las edificaciones y el conocimiento natural del mundo indígena, que se continúa desarrollando en el exterior. Así, el cuadro queda dividido en dos partes: la de la izquierda, donde se aprecian los métodos de salud utilizados luego de la Conquista de Chile, durante la época del Chile colonial, ejercidos por sacerdotes a través de sus labores purificadoras, monásticas y de investigación propias de la vida de claustro; y la de la derecha, conformada por campesinos que se organizan para ir en busca de un médico que sane al enfermo recostado al fondo del pasillo de la casa patronal.
Finalmente, el cuadro del costado derecho está dedicado a la medicina contemporánea, fruto de la relación entre la educación, la investigación universitaria y la labor pública. El lado izquierdo del cuadro muestra estudios científicos y análisis de laboratorio, dividiéndose en dos partes que emulan los dos pisos de un edificio universitario, desde cuyas ventanas se puede observar la actividad docente. En el primer piso, junto a una lámina de anatomía del cuerpo humano, se encuentra el médico letón Alejandro Lipschutz, quien ejerció como académico en la Universidad de Concepción. En el segundo piso, por su parte, en una sala-laboratorio de química dicta una clase el escritor y químico-farmacéutico Daniel Belmar. El centro del cuadro sirve de transición para llevar al exterior, en el lado derecho, en donde la obra acaba mostrando una sesión de vacunación a mujeres, hombres y niños, efectuada por enfermeras. Este cuadro representa el ideal de Escámez de un acceso igualitario de los beneficios de salud obtenidos a partir de los procesos de educación y divulgación científica.
En la totalidad del mural es apreciable una transición entre la medicina tradicional y los métodos actuales de farmacia alópata. Además, plantea una perspectiva esperanzadora, donde la medicina urbana y su desarrollo universitario aseguran la supervivencia del paciente contemporáneo.